# Arso Jovanović
Arsenije Jovanović, detto Arso (Podgorica, 24 marzo 1907 – Vršac, 12 agosto 1948), è stato un partigiano e generale jugoslavo.
Originario di una famiglia di militari del Montenegro, entrò nell'esercito del Regno di Jugoslavia dove intraprese una brillante carriera di ufficiale frequentando con profitto l'accademia militare e corsi di perfezionamento. Promosso al grado di capitano prima della seconda guerra mondiale, si avvicinò alle idee comuniste ed entrò a far parte delle cellule comuniste organizzate all'interno dell'esercito monarchico.
Dopo il crollo della Jugoslavia, venne convinto da Milovan Đilas ad entrare nel movimento comunista partigiano assumendo subito, grazie alla sua professionalità militare, importanti incarichi durante l'insurrezione del Montenegro del 1941. Richiamato al quartier generale di Tito, venne da questi nominato capo di stato maggiore generale di tutte le forze partigiane che nel 1942 assunsero il nome di Esercito Popolare di Liberazione della Jugoslavia. Da quel momento Arso Jovanović divenne fino al termine della guerra il principale collaboratore militare di Tito e cercò di migliorare l'organizzazione e le capacità operative dei reparti partigiani. Dimostrò le sue capacità tecniche e la sua preparazione soprattutto negli ultimi anni, nella fase di trasformazione delle forze partigiane in esercito regolare.
Dopo la guerra divenne il primo capo di stato maggiore generale del nuovo esercito jugoslavo, l'Armata Popolare di Jugoslavia, ma nel 1948 entrò in contrasto con Tito a causa della rottura con l'Unione Sovietica; egli, rigidamente legato a Stalin, cercò di abbandonare la Jugoslavia, ma rimase ucciso in un conflitto a fuoco con le guardie confinarie il 12 agosto 1948.